# Campeonato Panamericano de Béisbol Sub-12 de 2019
El Campeonato Panamericano de Béisbol Sub-12 de 2019 con categoría Infantil AA, se disputó en Medellín, Colombia del 6 al 14 de septiembre de 2019 en el Estadio Luis Alberto Villegas. El oro se lo llevó Colombia por primera vez.

## Equipos participantes
- Argentina
- Brasil
- Colombia
- Ecuador
- Honduras
- República Dominicana

## Ronda única
Posiciones disputadas las 9 jornadas.
| Pos | Equipo               | JG | JP | PCT   | JV |
| --- | -------------------- | -- | -- | ----- | -- |
| 1   | Colombia             | 10 | 0  | 1,000 | -  |
| 2   | República Dominicana | 8  | 2  | 0,800 | 2  |
| 3   | Brasil               | 5  | 5  | 0,500 | 5  |
| 4   | Ecuador              | 4  | 6  | 0,400 | 6  |
| 5   | Honduras             | 3  | 7  | 0,300 | 7  |
| 6   | Argentina            | 0  | 10 | 0,000 | 10 |